# Achmat Hassiem
Achmat Hassiem (nacido el 6 de mayo de 1982 en Ciudad del Cabo, Sudáfrica) es un nadador paralímpico sudafricano conocido por su valentía y su apodo "Sharkboy". En 2006, perdió una pierna tras un ataque de tiburón mientras protegía a su hermano durante un ejercicio de entrenamiento. A pesar de este evento, continuó destacándose en el deporte, logrando competir en varias ediciones de los Juegos Paralímpicos, incluido un histórico bronce en los Juegos de Londres 2012 en la categoría de 100 metros mariposa S10.

## Biografía.
Hassiem nació el 6 de mayo de 1982 en Ciudad del Cabo, Provincia Occidental del Cabo, Sudáfrica. Cursó sus estudios en la Bergvliet High School, ubicada en el suburbio de Bergvliet.
Desde temprana edad, soñaba con representar a Sudáfrica en el ámbito deportivo, inspirado al ver cómo los atletas llevaban el orgullo de su país alrededor del mundo. Motivado por este objetivo, exploró varias disciplinas, como baloncesto y fútbol, hasta descubrir su pasión por el salvamento acuático.
En 1999, decidió dedicarse al salvamento acuático, tanto como profesión como deporte competitivo. La posibilidad de salvar vidas y destacar en una disciplina poco conocida lo impulsó a entrenar con dedicación. Sus esfuerzos lo llevaron a participar en sesiones regulares de entrenamiento en las playas de Sudáfrica, donde perfeccionó habilidades esenciales para el rescate.
El 13 de agosto de 2006, su vida cambió radicalmente. Durante un ejercicio de entrenamiento en Berger Fals, él y su hermano actuaban como "pacientes" en una simulación cuando un tiburón blanco de 4,7 metros los atacó. En un acto heroico, Hassiem distrajo al tiburón para proteger a su hermano, sufriendo heridas graves que resultaron en la amputación de su pierna izquierda.
Por la manera en que adquirió su discapacidad, Hassiem es conocido como "Sharkboy". Este apodo refleja su valentía y la singularidad de su historia, marcada por el ataque del tiburón y su posterior recuperación.

## Carrera deportiva.

### Paralímpicos de Beijing 2008 (Beijing, China)
Achmat hizo su debut paralímpico en los Juegos de Beijing 2008. Compitió en la prueba de los 100 metros mariposa categoría S10, donde participó en la segunda serie eliminatoria, obteniendo el sexto lugar.

### Campeonato Mundial de Natación IPC Eindhoven 2010 (Eindhoven, Países Bajos)
En 2010, participó en varias pruebas durante el campeonato mundial:
- 4x100 metros combinado (34 puntos): Cuarto lugar en la primera serie eliminatoria.
- 400 metros libres S10: Séptimo lugar en la final y cuarto lugar en la primera serie eliminatoria.
- 200 metros combinado individual SM10: Sexto lugar en la primera serie eliminatoria.
- 100 metros libres S10: Quinto lugar en la segunda serie eliminatoria.
- 100 metros mariposa S10: Octavo lugar en la final y cuarto lugar en la segunda serie eliminatoria.

### Paralímpicos de Londres 2012 (Londres, Gran Bretaña)
Londres marcó un momento clave en su carrera, donde logró su primer podio paralímpico:
- 100 metros mariposa S10: Logró un segundo lugar en la segunda serie eliminatoria y obtuvo el tercer lugar en la final, ganando una medalla de bronce el 1 de septiembre de 2012.
- También compitió en los 400 metros libres S10 (sexto lugar en la segunda serie) y los 100 metros libres S10 (séptimo lugar en la segunda serie).

### Campeonato Mundial de Natación IPC 2013 (Montreal, Canadá)
- 100 metros libres S10: Obtuvo el decimotercer lugar en la segunda serie eliminatoria.
- 100 metros mariposa S10: No registró un tiempo competitivo en la segunda serie eliminatoria.

### Campeonato Mundial de Natación IPC 2015 (Glasgow, Gran Bretaña)
- 100 metros mariposa S10: Quinto lugar en la segunda serie eliminatoria y séptimo lugar en la final.
- 100 metros libres S10: Décimo lugar en la segunda serie eliminatoria.
- 4x100 metros combinado (34 puntos): Noveno lugar en la primera serie eliminatoria.

### Paralímpicos de Río 2016 (Río de Janeiro, Brasil)
- 100 metros mariposa S10: Quinto lugar en la segunda serie eliminatoria y octavo lugar en la final el 12 de septiembre de 2016.
- 100 metros libres S10: Quinto lugar en la primera serie eliminatoria el 13 de septiembre de 2016.[2][6][7]